# 아폰수 2세 (콩고)
아폰수 2세(Afonso II)는 콩고 왕국의 마니콩고이다.

## 같이 보기
- 콩고 왕국